# Deutscher Fernsehpreis/Bester Schnitt
Mit dem Deutschen Fernsehpreis werden in der Kategorie Bester Schnitt die Leistungen von Editoren in Fernsehfilmen und -serien seit seiner Einführung 1999 geehrt. 2020 lautete die offizielle Bezeichnung der Kategorie Bester Schnitt Fiktion.

## Geschichte
Der Deutsche Fernsehpreis in der Kategorie Bester Schnitt wurde erstmals 1999 verliehen. Weitere Verleihungen in der Kategorie fanden zunächst bis 2009 statt. Im August 2010 gaben die Preisstifter ARD, RTL, ZDF und Sat.1 eine Reform bei der Preisvergabe bekannt. Im Zuge dessen wurde die Leistungsehrung der Editoren eingestellt und somit wurde der Deutsche Fernsehpreis in der Kategorie Bester Schnitt von 2010 bis 2014 nicht mehr verliehen. Nach der Auflösung des Preises 2014 und der Neugründung 2015/16 werden die Editoren für Fernsehfilme und -serien seit 2016 wieder in der Kategorie Bester Schnitt geehrt. 2020 wurde die Kategorie in Bester Schnitt Fiktion umbenannt, da erstmals Preise in den Kategorien Bester Schnitt Information/Dokumentation für die Leistungen von Editoren im Bereich Information sowie Bester Schnitt Unterhaltung für die Leistungen von Editoren im Bereich Unterhaltung verliehen wurden.
Der Preisträger wird in einer geheimen Abstimmung durch eine unabhängige Jury aus drei Nominierten ermittelt. Der erste Preisträger in der Kategorie ist Jens Klüber für das Mitwirken bei ProSiebens Fernsehfilm Operation Noah, der bei der Verleihung 1999 geehrt wurde. Die bisher letzte (2020) Preisträgerin ist Barbara Brückner mit dem Fernsehfilm Tatort: Anne und der Tod.

## Statistik
- Jeder bisherige Preisträger wurde einmal ausgezeichnet; eine erneute Auszeichnung fand bisher nie statt.
- Bisher wurden neun Männer und acht Frauen ausgezeichnet.
- 2018 wurden erstmals zwei Preisträger ausgezeichnet.
- 2019 wurde erstmals eine Person zweimal für unterschiedliche Werke im selben Jahr nominiert.
- Bisher wurden zehn Personen zweimal nominiert, davon wurden nur drei Personen einmal ausgezeichnet. (Häufigste Nominierungen)

## Preisträger und Nominierte
Die folgenden Tabellen, geordnet nach Jahrzehnten, listen alle Preisträger und Nominierte des Deutschen Fernsehpreises in der Kategorie Bester Schnitt auf.

### 1990er
| Jahr | Preisträger | für den Film/die Filme und/oder für die Serie/Serien | Sender    | Nominierung |
| ---- | ----------- | ---------------------------------------------------- | --------- | --- |
| 1999 | Jens Klüber | Operation Noah                                       | ProSieben | Veronika Zaplata für Die Musterknaben (ZDF) Hana Müllner für Deine besten Jahre (ZDF/arte) und Sperling und der brennende Arm (ZDF) |

### 2000er
| Jahr | Preisträger        | für den Film/die Filme und/oder für die Serie/Serien       | Sender             | Nominierung |
| ---- | ------------------ | ---------------------------------------------------------- | ------------------ | --- |
| 2000 | Hansjörg Weißbrich | Frauen lügen besser                                        | ZDF                | Florian Höger für Der Voyeur (ProSieben) Gesa Marten für Abnehmen in Essen (WDR/arte)                                                   |
| 2001 | Trevor Holland     | Abschnitt 40                                               | RTL                | Barbara Hennings für Albtraum einer Ehe (RTL) Mona Bräuer für Verliebte Jungs (ProSieben) und Rote Glut (ZDF/arte)                      |
| 2002 | Mona Bräuer        | Die Nacht, in der ganz ehrlich überhaupt niemand Sex hatte | ProSieben          | Angelika Sengbusch für Die Sitte – Kaltes Blut (RTL) Petra Heymann für Berlin, Berlin (ARD/RB) und Wer liebt, hat Recht (ZDF/arte)      |
| 2003 | Anke Berthold      | - Jagd auf den Flammenmann - Ein Albtraum von 3 1/2 Kilo   | - Sat.1 - ZDF/arte | Benjamin Hembus für Der Anwalt und sein Gast (ARD/SWR) Trevor Holland für Abschnitt 40 (RTL)                                            |
| 2004 | Dagmar Lichius     | Mein erstes Wunder                                         | SWR                | Christel Suckow für Kalter Frühling (ZDF/arte) Clara Fabry für Stauffenberg (ARD/SWR/WDR/RBB)                                           |
| 2005 | Brigitta Tauchner  | Bettgeflüster & Babyglück                                  | Sat.1              | Elke Schloo für Tatort: Scheherazade (ARD/WDR) Stefan Blau für Tatort: Wo ist Max Gravert? (ARD/HR)                                     |
| 2006 | Georg Söring       | Meine verrückte türkische Hochzeit                         | ProSieben          | Raimund Barthelmes und Cosima Schnell für Was für ein schöner Tag (ZDF) Tina Freitag für Bella Block: Die Frau des Teppichlegers (ZDF)  |
| 2007 | Florian Drechsler  | Sperling und die kalte Angst                               | ZDF                | Clara Fabry für Helen, Fred und Ted (ARD/BR/NDR) Dagmar Lichius für Post Mortem (RTL)                                                   |
| 2008 | Andrea Mertens     | Das jüngste Gericht                                        | RTL                | Moune Barius für Tarragona – Ein Paradies in Flammen (RTL) und Die dunkle Seite (RTL) Philipp Stahl für KDD – Kriminaldauerdienst (ZDF) |
| 2009 | Annemarie Bremer   | Die Wölfe                                                  | ZDF                | Antonia Fenn für Der Seewolf (ProSieben) Benjamin Fueter für Flug in die Nacht – Das Unglück von Überlingen (ARD/SWR)                   |

### 2010er
| Jahr                                                                          | Preisträger               | für den Film/die Filme und/oder für die Serie/Serien | Sender      | Nominierung |
| ----------------------------------------------------------------------------- | ------------------------- | ---------------------------------------------------- | ----------- | --- |
| 2010 bis 2015: keine Verleihung des Deutschen Fernsehpreises in der Kategorie |                           |                                                      |             | |
| 2016                                                                          | Ulf Albert                | Altersglühen – Speed Dating für Senioren             | ARD/WDR/NDR | Bernd Schlegel für Nackt unter Wölfen (ARD/MDR/WDR/SWR/BR) Heike Gnida für Blochin – Die Lebenden und die Toten (ZDF)          |
| 2017                                                                          | Claudia Wolscht           | Zielfahnder – Flucht in die Karpaten                 | ARD/WDR     | Benjamin Hembus für Brief an mein Leben (ZDF) Andreas Radtke für Der Fall Barschel (ARD)                                       |
| 2018                                                                          | - Jan Hille - Lars Jordan | 4 Blocks                                             | TNT Serie   | Darius Simaifar für Alarm für Cobra 11 (RTL) Antje Zynga, Alexander Berner und Claus Wehlisch für Babylon Berlin (ARD/Sky/WDR) |
| 2019                                                                          | Ueli Christen             | Gladbeck                                             | ARD/RB      | Ueli Christen und Karin Hartusch für Das Boot (Sky) Bernd Schlegel für Parfum (ZDFneo)                                         |

### 2020er
| Jahr | Preisträger                                         | für den Film/die Filme und/oder für die Serie/Serien | Sender  | Nominierung |
| ---- | --------------------------------------------------- | ---------------------------------------------------- | ------- | --- |
| 2020 | Barbara Brückner                                    | Tatort: Anne und der Tod                             | ARD/SWR | Alexander Berner, Claus Wehlisch und Antje Zynga für Babylon Berlin (ARD/Sky/WDR) Marc Schubert, Alex Kutka, Rainer Nigrelli und Christoph Cepok für How to Sell Drugs Online (Fast) (Netflix) |
| 2021 | Christoph Cepok, Rainer Nigrelli und David Wieching | How to Sell Drugs Online (Fast)                      | Netflix | Matthias Albrecht, Robert Stuprich und Yvonne Tetzlaff für Deutschland 89 (Amazon) Lars Jordan und Sebastian Thümler für Para – Wir sind King (TNT)                                            |
| 2022 |                                                     |                                                      |         | |
| 2023 |                                                     |                                                      |         | |
| 2024 |                                                     |                                                      |         | |